# Mysidae
Famille
Les Mysidae sont une famille de crustacés de l'ordre des Mysida (dans le groupe des « crevettes »).

## Liste desgenres
Selon World Register of Marine Species (2 septembre 2015) :
- sous-famille Boreomysinae Holt & Tattersall, 1905
  - genre Birsteiniamysis Tchindonova, 1981
  - genre Boreomysis G.O. Sars, 1869
- sous-famille Erythropinae Hansen, 1910
  - genre Aberomysis Bacescu & Iliffe, 1986
  - genre Amathimysis Brattegard, 1969
  - genre Amblyops G.O. Sars, 1872
  - genre Amblyopsoides O.S. Tattersall, 1955
  - genre Arachnomysis Chun, 1887
  - genre Atlanterythrops Nouvel & Lagardère, 1976
  - genre Australerythrops W. Tattersall, 1928
  - genre Caesaromysis Ortmann, 1893
  - genre Calyptomma W. Tattersall, 1909
  - genre Chunomysis Holt & Tattersall, 1905
  - genre Dactylamblyops Holt & Tattersall, 1906
  - genre Dactylerythrops Holt & Tattersall, 1905
  - genre Echinomysides Murano, 1977
  - genre Echinomysis Illig, 1905
  - genre Eoamblyops Murano, 2013
  - genre Erythrops G.O. Sars, 1869
  - genre Euchaetomera G.O. Sars, 1883
  - genre Euchaetomeropsis W. Tattersall, 1909
  - genre Gibbamblyops Murano & Krygier, 1985
  - genre Gibberythrops Illig, 1930
  - genre Gironomysis Ortiz, García-Debrás & Pérez, 1997
  - genre Gymnerythrops Hansen, 1910
  - genre Heteroerythrops O. Tattersall, 1955
  - genre Holmesiella Ortmann, 1908
  - genre Hyperamblyops Birstein & Tchindonova, 1958
  - genre Hypererythrops Holt & Tattersall, 1905
  - genre Illigiella Murano, 1981
  - genre Indoerythrops Panampunnayil, 1998
  - genre Katerythrops Holt & Tattersall, 1905
  - genre Liuimysis Wang, 1998
  - genre Longithorax Illig, 1906
  - genre Marumomysis Murano, 1999
  - genre Meierythrops Murano, 1981
  - genre Metamblyops W. Tattersall, 1907
  - genre Meterythrops S.I. Smith, 1879
  - genre Michthyops Tattersall, 1911
  - genre Mysimenzies Bacescu, 1971
  - genre Nakazawaia Murano, 1981
  - genre Neoamblyops Fukuoka, 2009
  - genre Nipponerythrops Murano, 1977
  - genre Paramblyops Holt & Tattersall, 1905
  - genre Parapseudomma Nouvel & Lagardère, 1976
  - genre Parerythrops G.O. Sars, 1869
  - genre Pleurerythrops Ii, 1964
  - genre Pseudamblyops Ii, 1964
  - genre Pseuderythrops Coifmann, 1936
  - genre Pseudomma G.O. Sars, 1870
  - genre Pteromysis Ii, 1964
  - genre Scolamblyops Murano, 1974
  - genre Shenimysis Wang, 1998
  - genre Synerythrops Hansen, 1910
  - genre Teratamblyops Murano, 2001
  - genre Teraterythrops Ii, 1964
  - genre Thalassomysis W. Tattersall, 1939
- sous-famille Gastrosaccinae Norman, 1892
  - genre Anchialina Norman & Scott, 1906
  - genre Archaeomysis Czerniavsky, 1882
  - genre Chlamydopleon Ortmann, 1893
  - genre Coifmanniella Heard & Price, 2006
  - genre Eurobowmaniella Murano, 1995
  - genre Gastrosaccus Norman, 1868
  - genre Haplostylus Kossmann, 1880
  - genre Iiella Bacescu, 1968
  - genre Paranchialina Hansen, 1910
  - genre Pseudanchialina Hansen, 1910
- sous-famille Heteromysinae Norman, 1892
  - genre Bermudamysis Bacescu & Iliffe, 1986
  - genre Burrimysis Jaume & Garcia, 1993
  - genre Corellamysis San Vicente & Monniot, 2014
  - genre Deltamysis Bowman & Orsi, 1992
  - genre Harmelinella Ledoyer, 1989
  - genre Heteromysis S.I. Smith, 1873
  - genre Heteromysoides Bacescu, 1968
  - genre Ischiomysis Wittmann, 2013
  - genre Kochimysis Panampunnayil & Biju, 2007
  - genre Mysidetes Holt & Tattersall, 1906
  - genre Mysifaun Wittmann, 1996
  - genre Platymysis Brattegard, 1980
  - genre Platyops Bacescu & Iliffe, 1986
  - genre Pseudomysidetes W. Tattersall, 1936
  - genre Retromysis Wittmann, 2004
- sous-famille Leptomysinae Czerniavsky, 1882
  - genre Afromysis Zimmer, 1916
  - genre Americamysis Price, Heard & Stuck, 1994
  - genre Antichthomysis Fenton, 1991
  - genre Australomysis W. Tattersall, 1927
  - genre Bathymysis W. Tattersall, 1907
  - genre Brasilomysis Bacescu, 1968
  - genre Ceratodoxomysis Murano, 2003
  - genre Cubanomysis Bacescu, 1968
  - genre Dioptromysis Zimmer, 1915
  - genre Doxomysis Hansen, 1912
  - genre Hyperiimysis Nouvel, 1966
  - genre Iimysis Nouvel, 1966
  - genre Leptomysis G.O. Sars, 1869
  - genre Megalopsis Panampunnayil, 1987
  - genre Metamysidopsis W. Tattersall, 1951
  - genre Mysideis G.O. Sars, 1869
  - genre Mysidopsis G.O. Sars, 1864
  - genre Neobathymysis Bravo & Murano, 1996
  - genre Neodoxomysis Murano, 1999
  - genre Notomysis Wittmann, 1986
  - genre Nouvelia Bacescu & Vasilescu, 1973
  - genre Paraleptomysis Liu & Wang, 1983
  - genre Prionomysis W. Tattersall, 1922
  - genre Promysis Dana, 1850
  - genre Pseudobranchiomysis Carcedo, Fiori & Hoffmeyer, 2013
  - genre Pseudomysis G.O. Sars, 1879
  - genre Pseudoxomysis Nouvel, 1973
  - genre Pyroleptomysis Wittmann, 1985
  - genre Rostromysis Panampunnayil, 1987
  - genre Tenagomysis Thomson, 1900
- sous-famille Mysidellinae Czerniavsky, 1882
  - genre Mysidella G.O. Sars, 1872
- sous-famille Mysinae Haworth, 1825
  - genre Acanthomysis Czerniavsky, 1882
  - genre Alienacanthomysis Holmquist, 1981
  - genre Anisomysis Hansen, 1910
  - genre Antarctomysis Coutière, 1906
  - genre Antromysis Creaser, 1936
  - genre Arthromysis Colosi, 1924
  - genre Boreoacanthomysis Fukuoka & Murano, 2004
  - genre Carnegieomysis W. Tattersall, 1943
  - genre Caspiomysis G.O. Sars, 1907
  - genre Columbiaemysis Holmquist, 1982
  - genre Diamysis Czerniavsky, 1882
  - genre Disacanthomysis Holmquist, 1981
  - genre Exacanthomysis Holmquist, 1981
  - genre Gangemysis Derzhavin, 1924
  - genre Halemysis Bacescu & Udrescu, 1984
  - genre Hemiacanthomysis Fukuoka & Murano, 2002
  - genre Hemimysis G.O. Sars, 1869
  - genre Hippacanthomysis Murano & Chess, 1987
  - genre Holmesimysis Holmquist, 1979
  - genre Hyperacanthomysis Fukuoka & Murano, 2000
  - genre Hyperstilomysis Fukuoka, Bravo & Murano, 2005
  - genre Idiomysis W. Tattersall, 1922
  - genre Indomysis W. Tattersall, 1914
  - genre Inusitatomysis Ii, 1940
  - genre Javanisomysis Bacescu, 1992
  - genre Kainommatomysis W. Tattersall, 1927
  - genre Katamysis G.O. Sars, 1893
  - genre Limnomysis Czerniavsky, 1882
  - genre Lycomysis Hansen, 1910
  - genre Mesacanthomysis Nouvel, 1967
  - genre Mesopodopsis Czerniavsky, 1882
  - genre Mysidium Dana, 1852
  - genre Mysis Latreille, 1802
  - genre Nanomysis W. Tattersall, 1921
  - genre Neomysis Czerniavsky, 1882
  - genre Nipponomysis Takahashi & Murano, 1986
  - genre Notacanthomysis Fukuoka & Murano, 2000
  - genre Orientomysis Derzhavin, 1913
  - genre Pacifacanthomysis Holmquist, 1981
  - genre Paracanthomysis Ii, 1936
  - genre Paramesopodopsis Fenton, 1985
  - genre Paramysis Czerniavsky, 1882
  - genre Parastilomysis Ii, 1936
  - genre Parvimysis Brattegard, 1969
  - genre Praunus Leach, 1814
  - genre Proneomysis W. Tattersall, 1933
  - genre Sarmysis Maissuradze & Popescu, 1987 †
  - genre Schistomysis Norman, 1892
  - genre Stilomysis Norman, 1894
  - genre Surinamysis Bowman, 1977
  - genre Taphromysis Banner, 1953
  - genre Tasmanomysis Fenton, 1985
  - genre Telacanthomysis Fukuoka & Murano, 2001
  - genre Troglomysis Stammer, 1933
  - genre Xenacanthomysis Holmquist, 1980
- sous-famille Palaumysinae Wittmann, 2013
  - genre Palaumysis Bacescu & Iliffe, 1986
- sous-famille Rhopalophthalminae Hansen, 1910
  - genre Rhopalophthalmus Illig, 1906
- sous-famille Siriellinae Czerniavsky, 1882
- Tribu Metasiriellini
  -     - genre Metasiriella Murano, 1986
- Tribu Siriellini
  -     - genre Hemisiriella Hansen, 1910
    - genre Siriella Dana, 1850

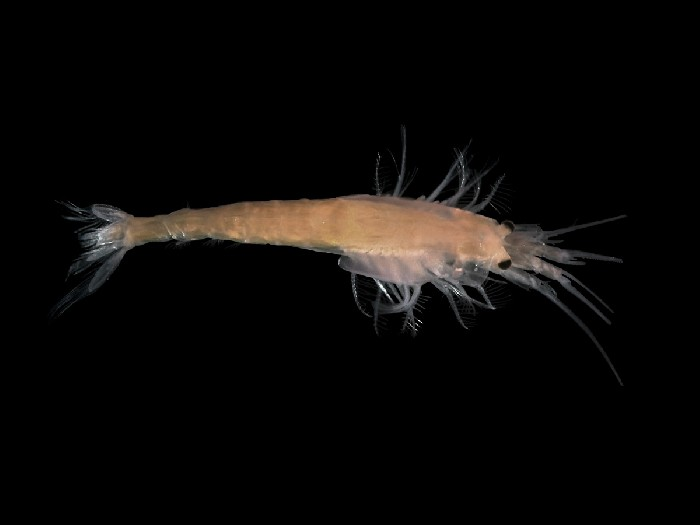
Gastrosaccus spinifer
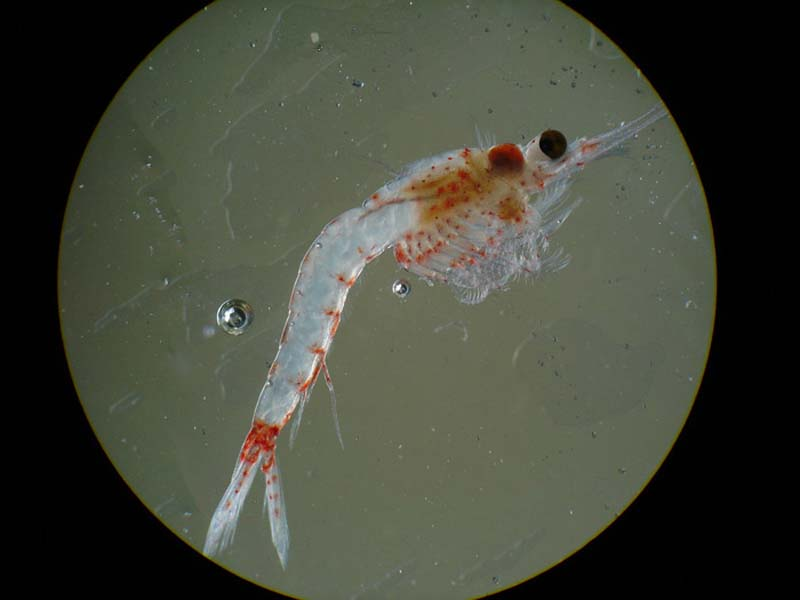
Hemimysis anomala
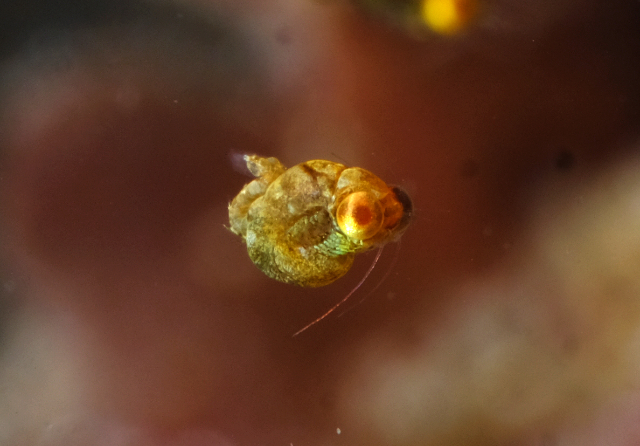
Idiomysis sp.
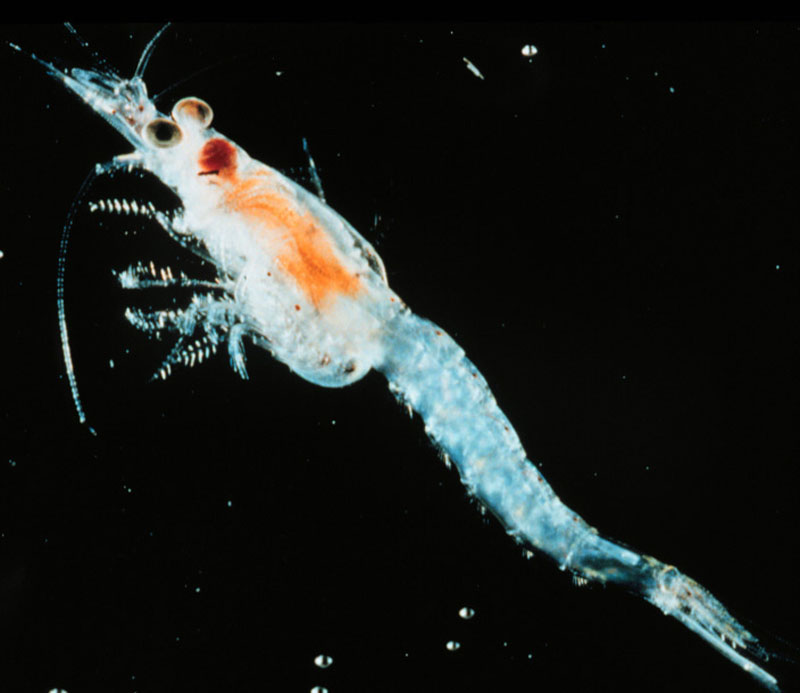
Mysis diluviana